# Cchumi Suchumi
SK Cchumi Suchumi (gruz. სკ ცხუმი სოხუმი) – gruziński klub piłkarski z siedzibą w Suchumi.

## Historia
Chronologia nazw:
- 1990—1993: Cchumi Suchumi
- 1999—...: Cchumi Suchumi

Klub został założony w 1990 jako Cchumi Suchumi w celu reprezentować miasto w pierwszych rozgrywkach o Mistrzostwo niepodległej Gruzji, tak jak inny znany klub z Suchumi – Dinamo odmówił uczestnictwa a zgłosił się natomiast do rozgrywek w Pierwszej Lidze WNP. Znani piłkarzy Gocza Gogricziani i Giorgi Czichradze dołączyli do klubu z Dinamo.
W 1990 debiutował w Umaglesi Liga. W sezonie 1992/93 zajął ostatnie 17. miejsce i spadł do Pirveli Liga, ale nie przystąpił do rozgrywek i został rozwiązany.
Dopiero w 1999 klub został reaktywowany i występował najpierw w 2 lidze, a od 2000 w 3 regionalnej lidze.

## Sukcesy
- Mistrzostwa Gruzji:

wicemistrz: 1991/92
- Puchar Gruzji:

finalista: 1990, 1991/92